# 有机钇化学
有机钇化学是对擁有碳-钇键化合物的研究，并主要在学术研究当中见到这些钇化合物，不被广泛应用。这些钇化合物以三氯化钇为原料。三氯化钇则可以由三氧化二钇和浓盐酸及氯化铵的反应制造。